# Pan
Pour les articles homonymes, voir Pan (homonymie).
Pour l’article ayant un titre homophone, voir Paon (homonymie).
Dans la mythologie grecque, Pan (en grec ancien Πάν / Pán « tout », anciennement « campagnard » selon certains écrits, ou, analogiquement, de πάειν / páein « faire paître » ; d'une racine indo-européenne du sens de « gonfler », « faire croître ») est une divinité de la nature, protectrice des bergers et des troupeaux. Il est souvent représenté comme une créature chimérique, mi-homme mi-bouc, à l'image des satyres dont il partage la compagnie.

## Origine et étymologie
Pan, dont le nom reconstruit est *Péh₂usōn, est l'un des rares noms divins attribuables à la période commune des Indo-Européens.
Avant de devenir le « dieu des Pâtres », Pan est un dieu-lune dont la spécialisation ultérieure serait peut-être due à ses cornes considérées comme des croissants de lune. Le dieu Lune serait également lié au pastoralisme par la pratique du pâturage nocturne.
On a supposé qu'il correspond au dieu védique Pushan dont il partagerait l'étymon *peH₂- « garder un troupeau ». Ce lien entre Pan et Pushan a été identifié pour la première fois en 1924 par le chercheur allemand Hermann Collitz,. A. et B. Rees l'ont rapproché de l'irlandais Cúroí qui est, selon Ph. Jouët, un ancien dieu Lune.
Le composé Aigípan pourrait avoir signifié initialement « gardien de chèvres » et être à l'origine de son nom,.

## Généalogie et famille
D'après l'Hymne homérique qui lui est consacré, il est le fils d'Hermès et d'une « fille de Dryops » qui n'est pas nommée. Il naît sur le mont Cyllène en Arcadie. Il est si laid, avec ses cornes, sa barbe, sa queue et ses pattes de bouc, que sa mère, effrayée, l'abandonne et s'enfuit. Hermès le recueille et l'emmène sur le Mont Olympe - où tous les dieux l'accueillent. Selon l'auteur, ce serait l'origine de son nom : « tous » (pan) les dieux sont réjouis.
Selon d'autres versions, il passe pour le fils de Zeus et de Callisto, de Zeus et de Thymbris, d'Apollon et de Pénélope, d'Hermès et Pénélope ou d'Ulysse lui-même. Cette ascendance qui relie Pan à Pénélope pourrait résulter d'une confusion entre deux personnages du même nom, Pénélope étant à l'origine une nymphe qui fut ensuite confondue avec l'épouse d'Ulysse.
Afin de concilier ces variantes, certains auteurs imaginent plusieurs Pan : deux chez Eschyle (fils de Zeus et Cronos) et jusqu'à une quinzaine de Pan différents chez Nonnos de Panopolis. Les uns seraient issus du Pan primordial (alors considéré comme le fils de la nymphe-chèvre Amalthée et le frère de lait de Zeus), les autres seraient nés d'Hermès par les nymphes Sosé et Pénélope.

## Mythes

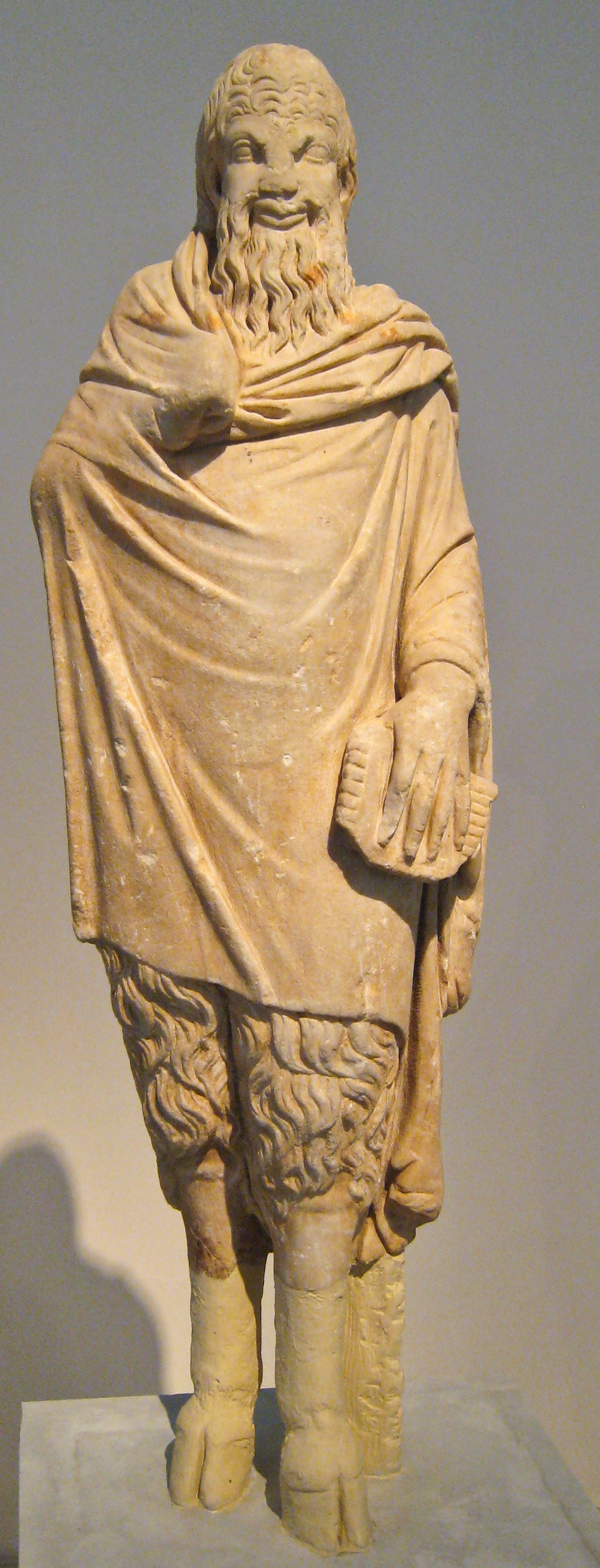
Statue de Pan (Marbre de Paros) trouvée à Sparte. Copie faite au Ier siècle d'un original du

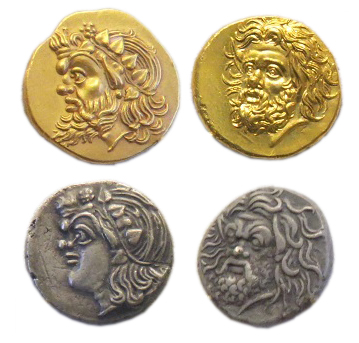
Représentations de Pan sur des pièces Pantikapaion en or et en argent du

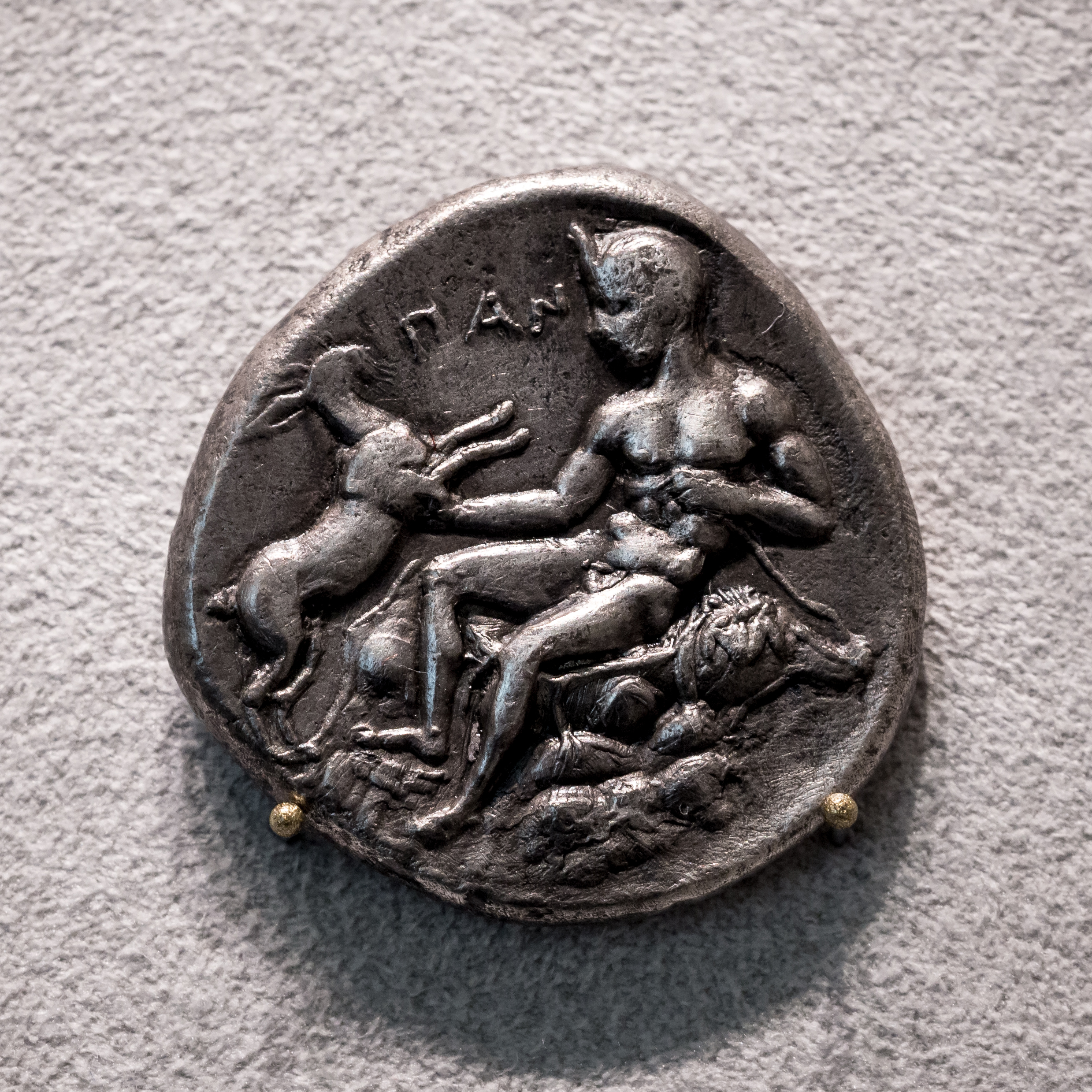
Tétradrachme représentant Pan assis sur une peau d'animal, tenant un bâton et un lièvre, Zankle-Messine, environ 420-413 avant J.C., Münzkabinett Berlin.

Sur l'Olympe, sa laideur finit par déranger ; Pan s'exile sur terre, parmi les mortels, les bergers, les chevriers et les animaux.

### Pan d'après Ovide

#### Pan et Syrinx
Ovide (Métamorphoses, livre I, 688-711) fait de Pan un dieu champêtre lié à la musique. Pan cherche à conquérir Syrinx qui s'enfuit dans les marais où ses sœurs la transforment en roseau afin de la cacher au dieu. Pan croyant l'avoir capturée s'aperçoit qu'il ne tient dans ses bras que des roseaux. Il soupire et le roseau émet un son mélodieux par lequel il aura l'impression de posséder à jamais la Naïade disparue. En juxtaposant des roseaux de tailles différentes, il fabrique un instrument qu'il baptisera du nom de la nymphe, Syrinx, ou flûte de Pan.

#### Pan et Apollon Phébus
Ovide (Métamorphoses, livre XI, 146-193) relate le duel entre Pan et Apollon. Pan vit sur les versants du mont Tmolus. C'est là qu'au son de ses pipeaux légers, Pan attire les nymphes d'alentour. Il ose préférer ses pipeaux à la lyre. Il défie Apollon et le dieu du mont est pris pour juge de ce combat inégal. Pan souffle dans ses pipeaux rustiques et charme, par ce son l'oreille grossière de Midas présent à ce combat. Apollon, à son tour, joue de sa lyre et charme Tmolus qui le déclare vainqueur. Les nymphes et les bergers applaudissent. Midas condamne le jugement ; Apollon le punira en lui donnant des oreilles d'âne.

### Récits érotiques

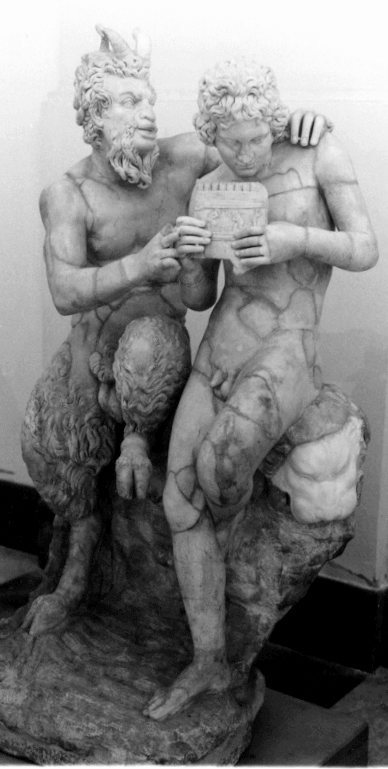
Statuette du dieu Pan et de son éromène, Daphnis,, Musée archéologique national de Naples.

Pan est également lié à la fécondité et la sexualité. Il est connu pour ses pouvoirs sexuels. Dion de Pruse raconte que Pan aurait appris la masturbation à son père Hermès, et l'aurait par la suite enseignée aux bergers.
La plupart des récits de Pan impliquent ses amours :
- La nymphe Syrinx qui se transforma en roseaux des marécages pour échapper à Pan.
- La nymphe Écho dont la voix merveilleuse rendait tout homme amoureux. Pan la rattrapa et l'éparpilla sur toute la Terre. Il n'en resta que l'écho, pâle imitation, et une fille, Jynx, qu'Héra, pour la punir d'avoir favorisé les amours de Zeus avec Io, métamorphosa en statue de pierre ou en un oiseau utilisé dans les conjurations amoureuses, le torcol[25].
- Le berger de Sicile Daphnis, amant de Pan[26].
- Séléné (personnification de la Lune), qui se laissa séduire en acceptant un troupeau de bœufs blancs[27].
- La nymphe Euphéné, qui lui donne un fils, Crotos, devenu la constellation du Sagittaire[28].

## Fonctions
Pan est le dieu principal de l'Arcadie. Les Grecs considéraient ses habitants comme des « primitifs ». Pan était le protecteur des Arcadiens.
Dans La Clé des Songes, Artémidore d'Éphèse explique que rêver du dieu Pan habillé en citadin est un signe de malheur, tandis que rêver du dieu dans son costume naturel est porteur de bonnes nouvelles[source insuffisante].

### Dieu des troupeaux
Dieu pastoral, « maître des animaux », Pan protége les troupeaux, tant domestiques que sauvages,. Les abeilles sont également sous sa protection, ainsi que la côte où les pêcheurs poursuivent leurs activités.

### Dieu des chasseurs
Paradoxalement, Pan est également le dieu et le protecteur des chasseurs. Il était lui-même un chasseur comme le rappelle son hymne homérique : « Souvent, il parcourt les grandes montagnes couvertes de pierres blanches, et souvent il court le long des collines, tuant les bêtes fauves qu'il a vues de loin »,.

### Dieu de la panique
Du dieu Pan dérive le mot panikos qui a ensuite donné « panique ». Une peur que l'on qualifie de panique est une peur qui déborde la raison et la pensée logique. La panique de Pan est une peur collective, elle est liée à la foule hystérique en raison de la capacité qui lui était attribuée de faire perdre l'humanité aux guerriers en plein combat[réf. nécessaire].
Dans ses traités militaires, Énée le Tacticien parle de la condition du guerrier avant le combat, préparé à toute attaque et, soudain, il suffit d'un bruit, d'un écho et le soldat ne reconnait plus les siens, il ne reconnaît plus son appartenance, l'armée est désorganisée et les guerriers d'un même camp finissent par se faire la guerre entre eux. Le rôle de Pan est de semer la panique parmi les guerriers.
Certains récits relatent la peur que dégageait le dieu :
- Lorsqu'il était dérangé durant ses siestes, il pouvait infliger aux responsables de son trouble une peur panique, panikon deima.
- Lors de la bataille entre les Titans et les dieux, Pan fut le premier à semer la terreur dans le cœur de ces géants à l'aide de sa flûte.
- Lors d'une expédition menée aux Indes avec Dionysos, Pan aurait semé la panique parmi les ennemis, à l'aide de l'écho des parois rocheuses qui les entouraient. Le bruit, venant de nulle part, ainsi que le paysage terrifiant et sombre dans lequel ils se trouvaient, amenèrent les guerriers à imaginer des voix, des ombres humaines, qui les rendirent fous[20].

## Épithètes, attributs et sanctuaires
Selon Hérodote, Pan est considéré comme faisant partie des plus anciens dieux en Égypte. À l'inverse, il fait partie des dieux « nouveaux » en Grèce, son culte n'arrivant que plus tardivement. En Grèce, le centre du culte de Pan était l'Arcadie où il partage, avec Zeus, le principal sommet de la région, le mont Lycée,.
Le culte de Pan fut introduit en Attique après la bataille de Marathon. Le mythe raconte qu'à la veille de la bataille, les Athéniens envoyèrent un héros messager en direction de Sparte, Phidippidès, afin de demander l'aide des Spartiates dans la guerre contre les Perses. Les Spartiates célébraient alors les Karneia, ce qui impliquait une trêve militaire jusqu'à la pleine lune suivante. Les forces spartiates ne pourraient partir qu'après un délai de dix jours. Consterné, Phidippidès rentra à Athènes. Sur le chemin, il traversa les montagnes d'Arcadie, dans lesquelles il vit apparaitre le dieu Pan. Le dieu lui annonça alors qu'il accorderait son aide aux Athéniens. Contre toute attente, les Athéniens remportèrent la bataille de Marathon. Ils décidèrent donc d'instaurer le culte de Pan à Athènes. En tant que dieu primitif, les Athéniens ne l'installèrent pas au sein de la cité mais dans les rochers, dans ce qu'on nomme le peripatos.
À partir de ce moment-là, son culte se répand dans toute la Grèce, spécialement dans des grottes, par exemple l'antre Corycien au-dessus de Delphes[réf. nécessaire].
Ses attributs sont la Flûte de Pan (syrinx), le bâton du berger, la couronne et le rameau de pin, ainsi que les cornes, les pattes de bouc — Pan, comme les satyres, est surnommé « tragoscèle », du grec τραγοσκελής / tragoskelês, formé de τράγος / trágos, « bouc » et de σκελής / skélês, « jambe, patte ».[réf. nécessaire].

## Le grand Pan est mort
Le caractère mortel de Pan est interprété comme une représentation du cycle des saisons, et du passage de la belle saison à l'automne puis à l'hiver[réf. nécessaire].
Plutarque, dans La disparition des oracles, relate l'annonce mystérieuse de « la mort du grand Pan ».
Le christianisme s'inspira de l'apparence et du caractère sulfureux de ce dieu très populaire, et le dénigra en octroyant ses attributs au démon, pour lutter contre le paganisme. Quand le paganisme antique prit manifestement fin, le cri tiré de Plutarque et sorti de son contexte, traversa l'Empire romain : « Le grand Pan est mort ! Le grand Pan est mort, ».

## Iconographie

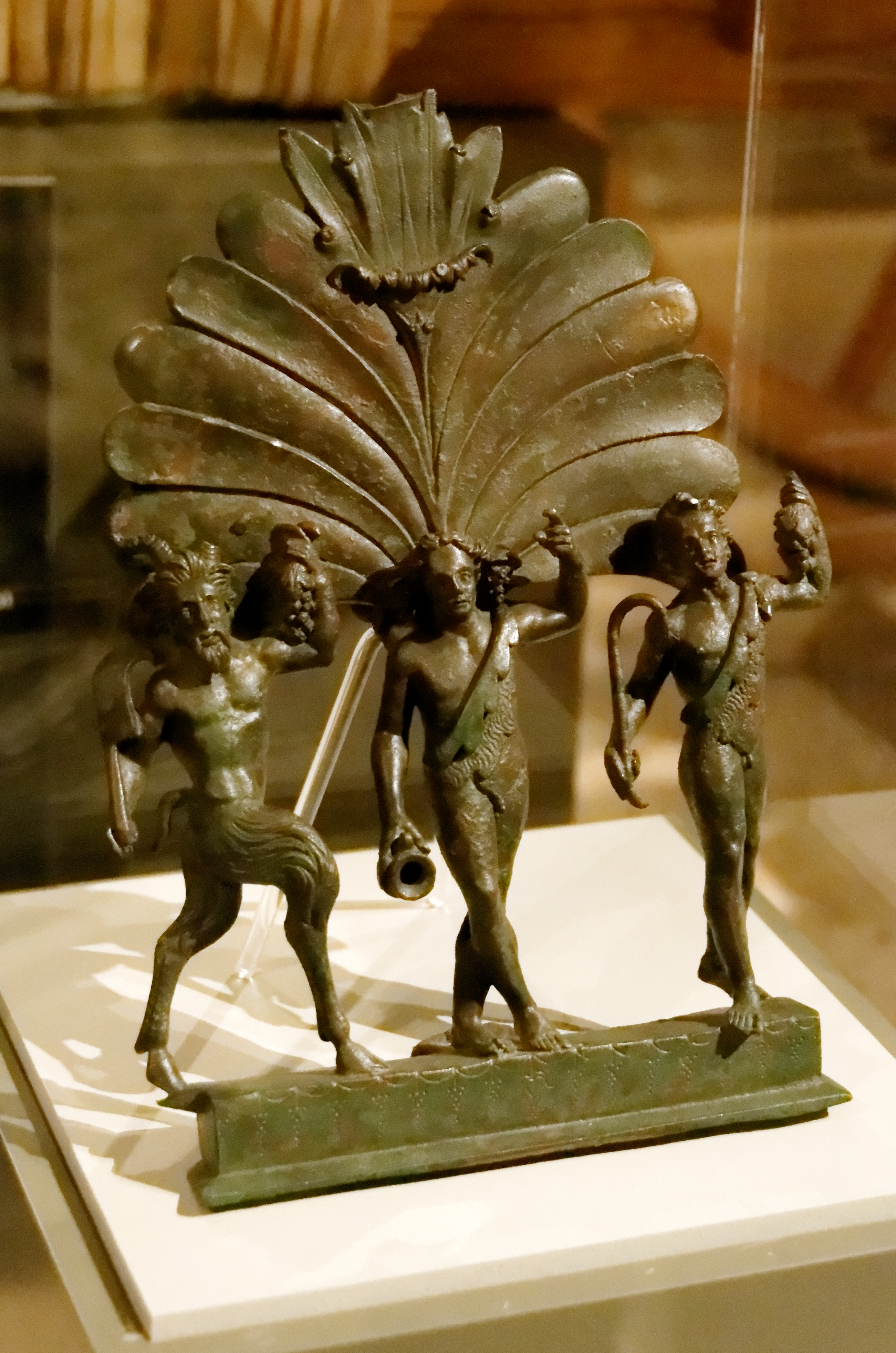
Plaque ornementale en bronze d'un char romain représentant de gauche à droite, un satyre, Bacchus et Pan, IIe siècle.

Né dans les bois de l'Arcadie, la région la plus isolée du Péloponnèse, Pan est vénéré par la population locale, qui lui attribue des éléments pastoraux. À l'origine, il ressemble à un bouc redressé sur ses pattes arrière ; puis, au fil du temps, son humanité apparaît, et finalement il ne conserve que deux cornes cachées dans sa chevelure. Les satyres partagent avec Pan des attributs communs, et suivront eux aussi une certaine humanisation : ils sont identifiables par leur barbe et leurs cheveux hirsutes, des oreilles pointues d'équidés, une longue queue chevaline et leur sexe est généralement en érection — attributs que le temps humanisera, notamment avec les textes de Praxitèle. Les satyres apparaissent comme de jeunes rustres, exprimant la brutalité érotique de la jeunesse.

## Philosophie
Sans faire l'objet d'un culte héroïque, la signification de son nom semble indiquer l'étendue de sa puissance, et les philosophes stoïciens identifiaient ce dieu avec l'Univers ou du moins avec la nature intelligente, féconde et créatrice.
Chez Plutarque, on le trouve plus proche des héros que des dieux, puisqu'il aurait été mortel. Cet auteur raconte que le pilote égyptien d'un navire entendit une voix venue du rivage de Paxos qui criait son nom (« Thamous ») et lui demandait d'annoncer que « le grand Pan est mort » ; toutefois Salomon Reinach propose une autre interprétation de ce mythe : la voix aurait dit « Thamous, Thamous, Thamous le très-grand » (Πάνμέγας / Panmégas en grec ancien) « est mort », faisant référence aux lamentations rituelles des Syriens de l'époque à propos d'Adonis, également appelé « Thamous »[réf. nécessaire].
Il est identifié par Platon à Protogonos[réf. nécessaire].

## Pan dans la culture

### Peinture et dessin

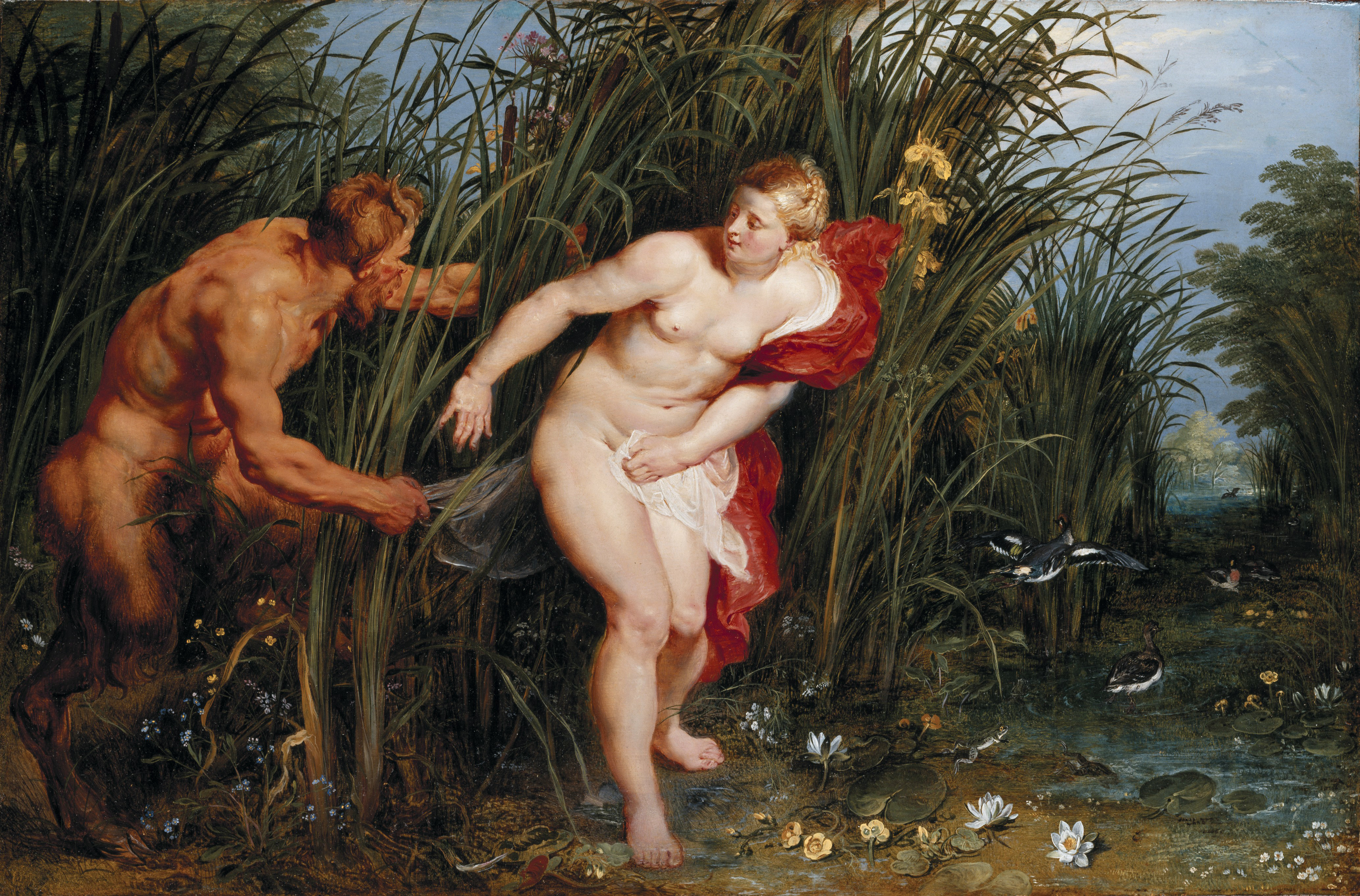
Pan et Syrinx, Pierre Paul Rubens.

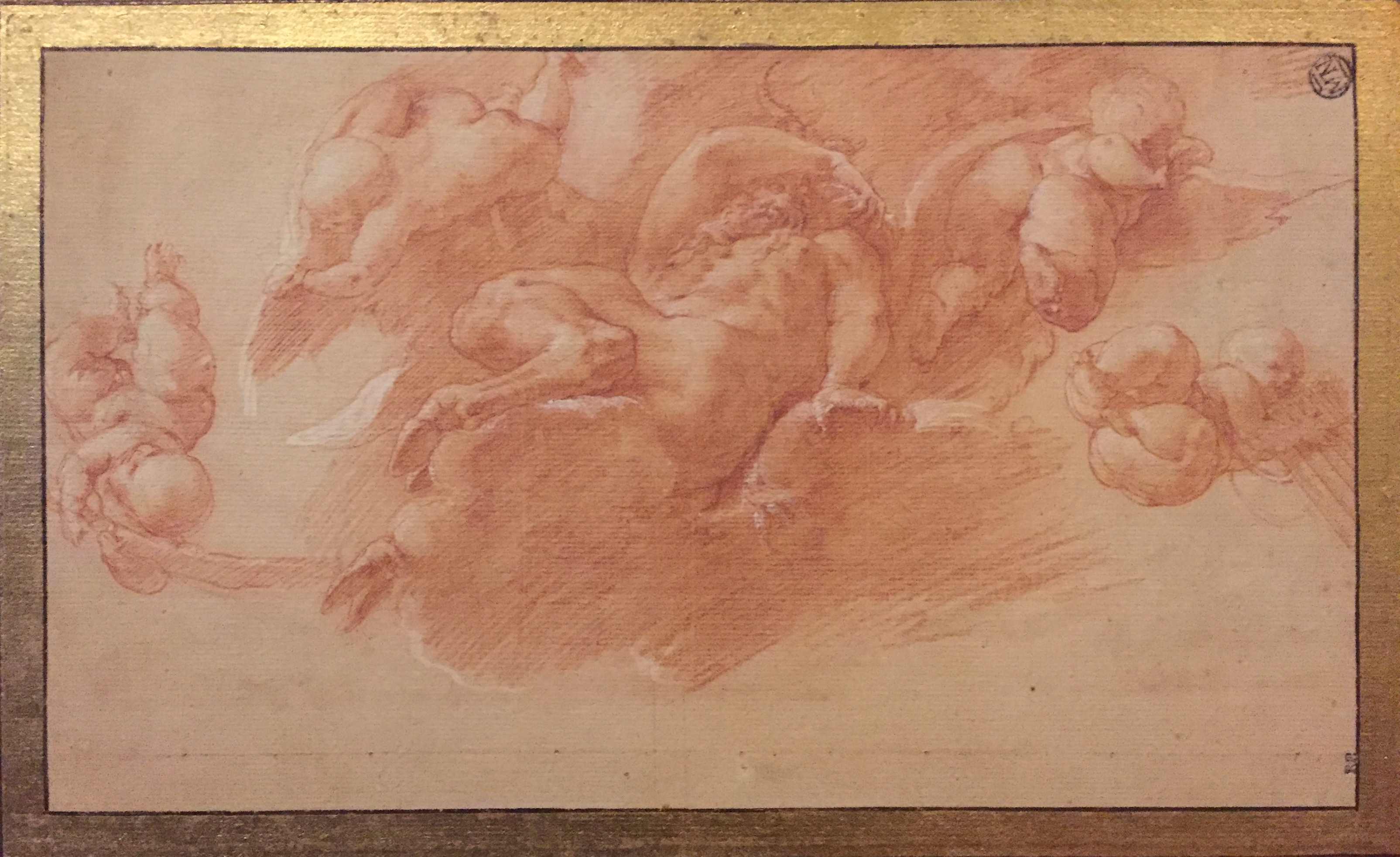
Pan vu en contreplongée, assis sur les nuées entouré de Putti par Francesco Primaticcio, dessin préparatoire à la sanguine pour un des plafonds du Château de Fontainebleau, milieu du XVIe siècle, Musée du Louvre.

- L'Éducation de Pan, huile sur toile de Luca Signorelli, commande de Laurent le Magnifique (1490), œuvre détruite à Berlin en mai 1945.
- Pan et Diane, fresque d'Annibale Carrache (1597-1602), Galleria Farnese du Palazzo Farnese de Rome.
- Pan et Sélène, huile sur toile de Hans von Aachen (1600/1605), 40 × 49 cm, collection privée.
- Hercule, Pan et Omphale, huile sur toile de Abraham Janssens (1607), 149 × 189 cm, Statens Museum for Kunst, Copenhague.
- Pan et Syrinx, huile sur panneau de Pierre Paul Rubens (1617-1619), 40 × 61 cm, Staatliche Museen, Kassel.
- Paysage avec Pan and Syrinx, huile sur panneau de Pierre Paul Rubens (1626), 58 × 95 cm, collection privée.
- Bacchanale devant une statue de Pan, huile sur toile de Nicolas Poussin (1631-1633), 100 × 142,5 cm, National Gallery, Londres.
- Le Triomphe de Pan, huile sur toile de Nicolas Poussin (1636), 134 × 145 cm, National Gallery, Londres.
- Pan et Syrinx, huile sur toile de Nicolas Poussin (1637-1638), 106 × 82 cm, Gemäldegalerie, Dresde.
- Pan et Syrinx, fresque de Giovanni Antonio Pellegrini (1704) pour la Villa Alessandri, Mira.
- Bacchanale en l'honneur de Pan, huile sur toile de Sebastiano Ricci (1716), 84 × 100 cm, Galleria dell'Accademia, Venise.
- Pan et Syrinx, huile sur toile de François Boucher (1762), 95 × 79 cm, Musée du Prado, Madrid.
- Pan et Syrinx, huile sur toile de Louis Dorigny (non datée), 147 × 114 cm, collection privée, et fresques pour le Palazzo Orsetti Dolfin Giacomelli de Trévise.

### Sculpture

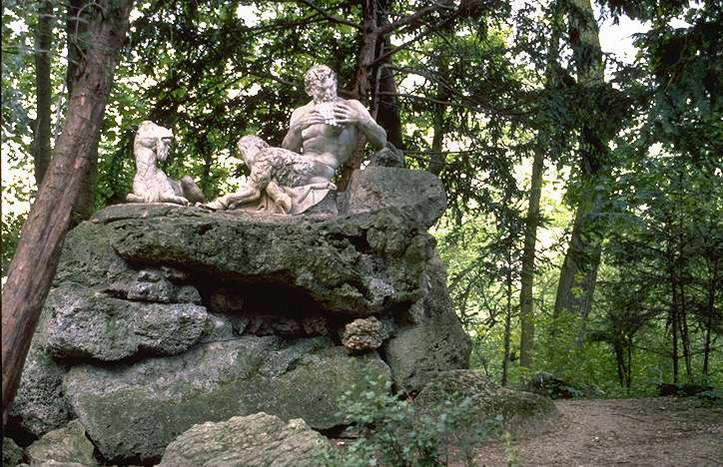
Nymphenburg Parc.

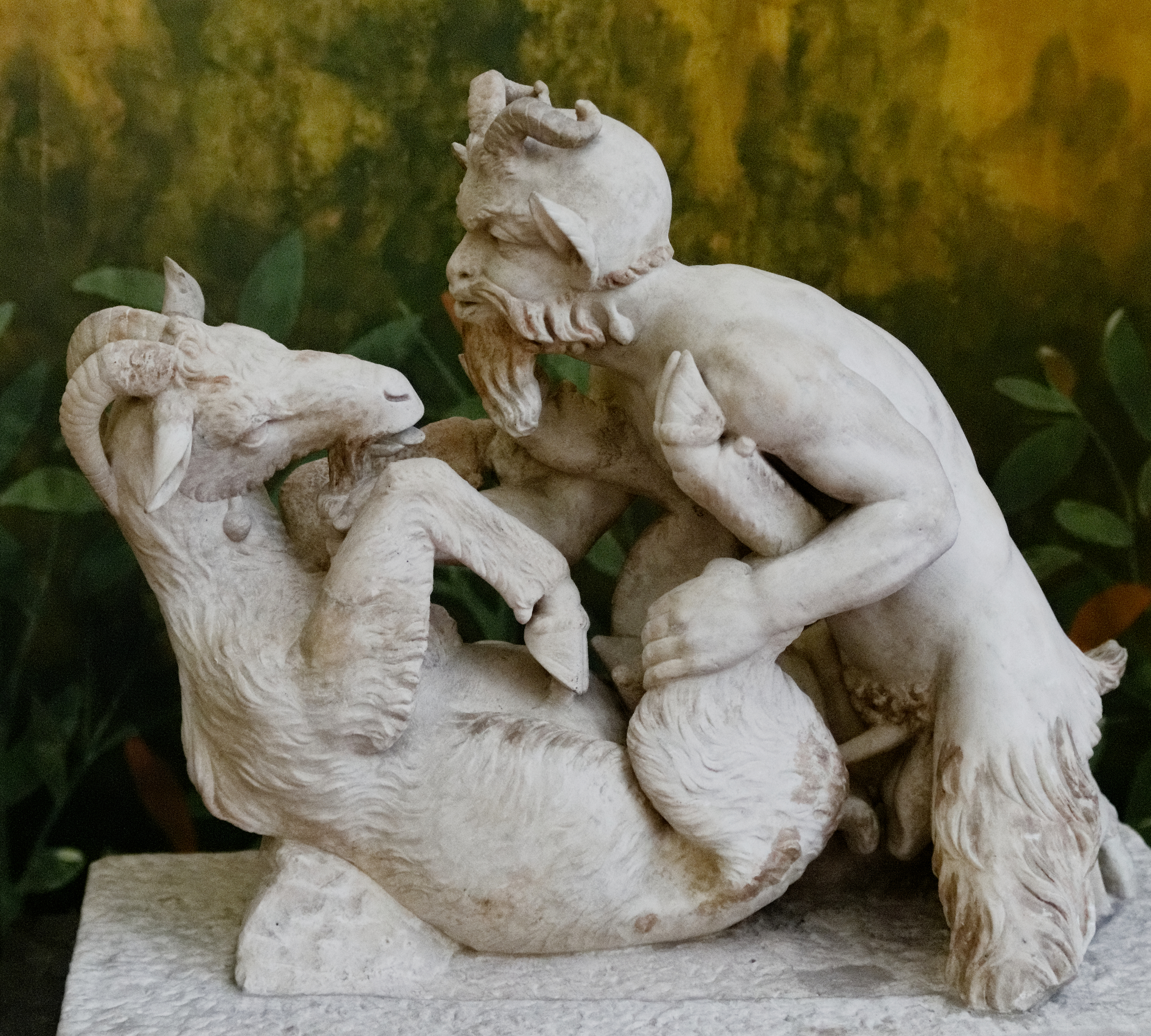
Pan s'accouplant avec une chèvre, sculpture romaine (vers 45-68 EC) d'après (?) un original hellénistique. Les groupes érotiques appartiennent au décor habituel des jardins romains. H. 44 cm. Musée archéologique national de Naples.

- Pan s'accouplant avec une chèvre, Art romain érotique, Musée archéologique national de Naples (Cabinet secret).
- Pan et Daphnis (IIe siècle), copie romaine en marbre, 158 cm, Musée archéologique national de Naples.
- Pan, Andrea Riccio (1510), bronze, hauteur de 36 cm avec socle, Metropolitan Museum of Art, New York.
- Pan et Olympus, Pierino da Vinci (1551-1552), marbre, 43 × 57 cm, Musée National du Bargello, Florence.
- Pan poursuivant Syrinx, Clodion (vers 1770), marbre, 104 × 323 cm, Musée du Louvre, Paris.
- Pan en compagnie de deux oursons, Emmanuel Frémiet (1867), marbre, 82 × 182 cm, Musée d'Orsay, Paris.

### Musique
- Le concours entre Phébus et Pan a inspiré à Jean-Sébastien Bach la cantate profane Geschwinde, ihr wirbelnden Winde BWV 201.
- Pan et Syrinx, 4e cantate à voix seule avec un dessus de violon, de hautbois ou de flûte de Michel Pignolet de Montéclair.
- Pan et Syrinx, ballet de Lauchery, musique de Florian Johann Deller (1766).
- Syrinx, pour flûte seule, de Claude Debussy (1913).
- Pour invoquer Pan, dieu du vent d'été, no 1 des Six épigraphes antiques pour piano à quatre mains, de Claude Debussy (1914-1915).
- Pan, no 1 des Six métamorphoses d'après Ovide pour hautbois seul de Benjamin Britten (1951).
- Pan, no 1 des Joueurs de flûte, pour flûte et piano, d'Albert Roussel (1924).
- La Chanson de Pan, et Pan blessé, pour flûte seule, de Roger Bourdin.
- Pan Satyros, du groupe Behemoth.
- The Great God Pan, du groupe Blood Ceremony (2011).
- Le Grand Pan, une chanson de Georges Brassens, dans l'album Les Copains d'abord (1964).
- Hymn to Pan, du groupe Faun.
- Pan est vivant, album de Salo Panik (2013).
- La flûte de Pan, sonate pour flûte et piano (ou orchestre) op.15, de Jules Mouquet (I. Pan et les bergers – II. Pan et les oiseaux – III. Pan et les nymphes) (1904).
- Song to Pan et Rites of Pan, du groupe Inkubus Sukkubus.
- Invoking Pan, du groupe Daemonia Nymphe.
- La Troisième symphonie de Malher intitulée « Natursinfonie », dont le monumental premier mouvement était initialement intitulé « L'éveil de Pan » (introduction) « L'été fait son entrée ».
- Pan og Syrinx, poème symphonique de Carl Nielsen.
- Pan, poème symphonique pour piano en cinq mouvements de Vítězslav Novák.

### Littérature
- 1548-1552 : François Rabelais, Le Quart Livre, chapitre XXVIII : « À la mort [de Pan] feurent plaincts, souspirs, effroys, et lamentations en toute la machine de l'Univers, cieulx, terre, mer, enfers. »
- 1855-1876 : Pan apparaît dans le poème Le Satyre dans La Légende des siècles de Victor Hugo.
- 1894 : The Great God Pan de Arthur Machen (Le Grand Dieu Pan, traduction Paul-Jean Toulet, 1901 ; disponible chez Terre de Brume dans le doublet titré La Lumière intérieure, 2003, nouvelle traduction de Anne-Sylvie Homassel et Jacques Parsons). Court roman fantastique, à la fois inquiétant et très allusif, dont H. P. Lovecraft a donné un résumé détaillé dans Supernatural horror in literature, 1927 (traduction Bernard Da Costa, Épouvante et surnaturel en littérature, éd. 10/18, 1971).
- 1895 : Pan est mort, un poème de Guillaume Apollinaire.
- 1897 : La Flûte de Pan de J.-H. Rosny aîné. La première édition, publiée chez Borel, était signée Enacryos. En 1927, La Flûte de Pan fut réédité par Ferenczi, dans Amour étrusque - Les Deux amantes, sous le nom J.-H. Rosny aîné. Il est aussi au sommaire du recueil Fables antiques et autres récits érotiques, publié aux éditions Bibliogs en 2014[50]. Dans ce récit, Pan tente de séduire la nymphe Syrinx, la « fille tremblante des eaux et des prairies » .
- 1929 : Jean Giono écrit la nouvelle Prélude de Pan ! qui parait dans L'Almanach des Champs puis dans le recueil de nouvelles Solitude de la pitié. Un village y est pris de folie orgiaque à l'occasion de sa fête champêtre annuelle après un moment de tension entre un visiteur étrange (dans lequel on peut deviner la divinité) et un bucheron qui torture une colombe[51],[52].
- Avant 1930 : la mort de Pan est le titre d'une nouvelle de D. H. Lauwrence (en français dans le recueil : La Dame exquise, Livre de poche, 1977).
- 1988 : The Great God Pan de M. John Harrison, dans Prime Evil, anthologie de Douglas Winter (traduction Le Grand dieu Pan par Jean-Daniel Brèque, dans 13 Histoires diaboliques, Pocket, coll. « Terreur » no 9075, 1992). Nouvelle également fort allusive, hypertexte caché (au sens que donne à ce mot Gérard Genette dans Palimpsestes) du récit de Machen.
- 1991 : Le Dieu dans l'ombre, de Megan Lindholm (alias Robin Hobb). Dans ce livre, une jeune femme, Evelyn, est aux prises d'envies contraires qui prennent de l'ampleur à l'apparition d'un vieil ami d'enfance, Pan, dont on ne sait s'il est un fantasme ou un être réel.
- 2004-2020 : Pan apparaît à plusieurs reprises dans la série de romans L'Épouvanteur (en VO anglaise The Wardstone Chronicles) de Joseph Delaney.
- 2005-2010 : Pan apparaît dans la saga Percy Jackson de Rick Riordan.

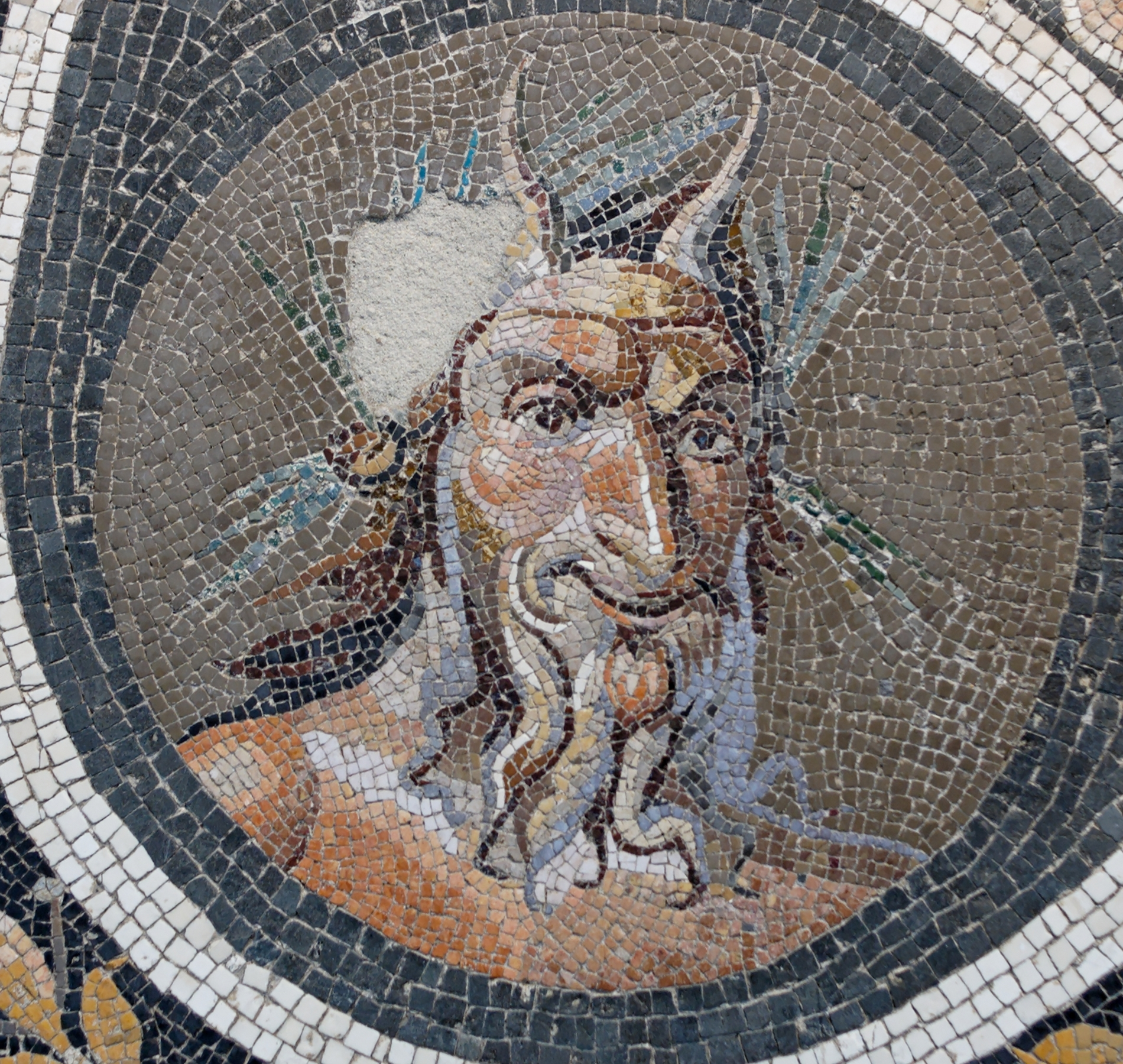
Mosaïque de pavement au buste de Pan (œuvre romaine) ; provenance : une villa de Genazzano qui a peut-être appartenu à Marc-Aurèle et Lucius Verus, période antonine (138-192 ap. J.-C.).

### Bande dessinée
- Pan fait partie des nombreux dieux cités dans la série de bande dessinée Astérix.
- 1968-1969 : Pan et la Syrinx, bande dessinée parodique de Fred et Mic Delinx.
- 2019 : Pan et sa liaison avec Séléné apparaissent dans la bande dessinée Le Dieu Vagabond de Fabrizio Dori.

### Cinéma
- 2006 : Le Labyrinthe de Pan, Guillermo del Toro.
- 2007 : Sa Majesté Minor, Jean-Jacques Annaud.
- 2008 : La Flûte de Pan, Mallory Grolleau.
- 2020 : Les nouvelles aventures de Sabrina, Saison 3, Netflix.

Dans le film Le Choc des Titans, sorti en 1981, le personnage de Calibos présente des similitudes avec le dieu Pan.

### Autres
- Pan est le nom d'un journal satirique belge.
- En astronomie, un astéroïde a été baptisé (4450) Pan.

### Sources antiques
- Ovide, les Métamorphoses, I (689) p. 67 /// XI (124/147) p. 355 /// XIV (493/518) p. 464, éditions folio.